# Miquel Osca i Guerau de Arellano
Miquel Osca i Guerau de Arellano (Ontinyent, 11 d'abril de 1795 - ?) fou un jurista i polític valencià. Pertanyia a una família terratinent de la Vall d'Albaida. Llicenciat en dret, exercí com a jutge, fou alcalde major d'Elx i fou elegit diputat per València a les eleccions convocades després de l'aprovació de l'Estatut Reial de 1834 i a les de 1836. El 1841 fou nomenat regent de l'Audiència d'Albacete i senador per València el 1841 i el 1843. Milità al sector moderat dels liberals, es mostrà partidari de l'entesa amb els monàrquics i finalment el 1858 ingressà a la Unió Liberal. Fou membre del Tribunal Suprem d'Espanya i nomenat vitalici el 1861, escó que abandonà després de la revolució de 1868.